# Cerrillos Número Uno
Cerrillos Número Uno är en ort i Mexiko.   Den ligger i kommunen El Fuerte och delstaten Sinaloa, i den västra delen av landet, 1 200 km nordväst om huvudstaden Mexico City. Cerrillos Número Uno ligger 67 meter över havet och antalet invånare är 159.
Terrängen runt Cerrillos Número Uno är platt. Runt Cerrillos Número Uno är det ganska glesbefolkat, med 23 invånare per kvadratkilometer. Närmaste större samhälle är San Blas, 12,0 km norr om Cerrillos Número Uno. I omgivningarna runt Cerrillos Número Uno växer huvudsakligen savannskog.